# Отруєння Сергія Скрипаля

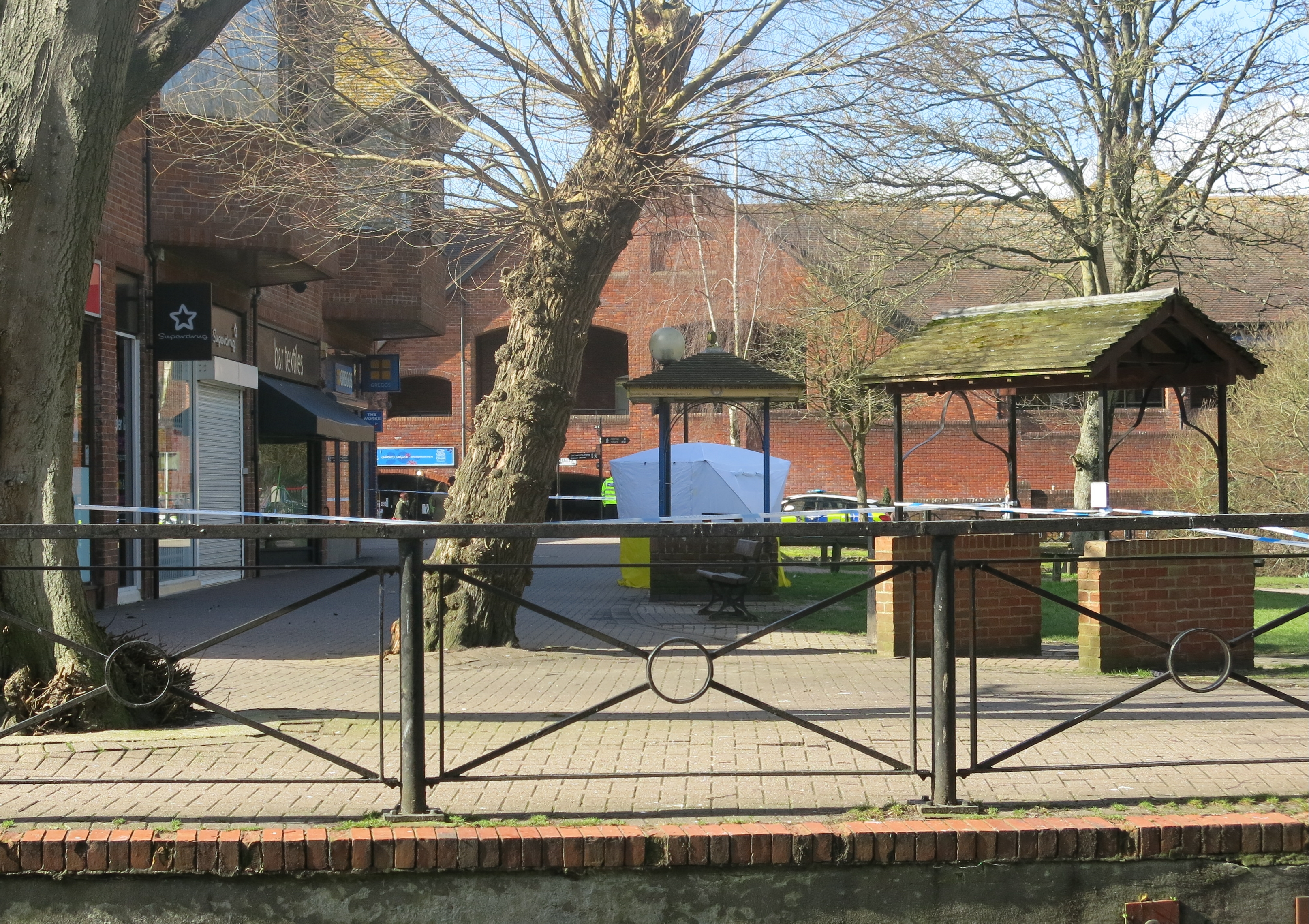
Білий з жовтим намет накриває лавку, де Скрипалі були знайдені без тями

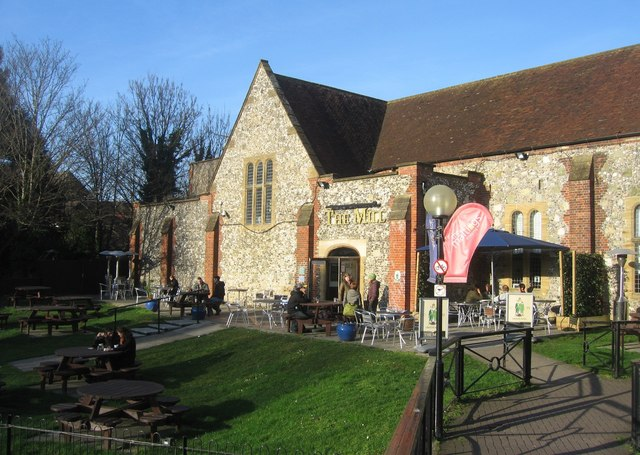
Mill — паб, який відвідав Скрипаль в день отруєння

Отруєння Сергія Скрипаля — спроба вбивства колишнього співробітника російської військової розвідки Сергія Скрипаля, громадянина Великої Британії, та його доньки, громадянки Російської Федерації Юлії Скрипаль 4 березня 2018 року в Солсбері, Велика Британія. Імовірно здійснена російськими спецслужбами із застосуванням хімічної зброї — отруйної речовини нервово-паралітичної дії сімейства «Новичок». Подібний клас сполук розроблявся на території колишнього СРСР, є доступним виключно для урядових структур, а не для цивільного населення, що відразу наштовхнуло на версію про замовний характер вбивства, координованого з території Росії.
Цей замах став першим випадком застосування бойових отруйних речовин нервово-паралітичної дії на території країни — члена НАТО, від моменту утворення альянсу, та на території Європи — з часів Другої світової війни і призвів до різкого погіршення відносин між Росією та Заходом.
Британські слідчі підозрюють двох російських громадян зі складу ГРУ ГШ РФ у безпосередньому вчиненні замаху. У Велику Британію вони потрапили з дійсними російськими паспортами, але, ймовірно, вигаданими іменами — Олександр Петров та Руслан Боширов.
Напередодні отруєння до Великої Британії приїздив третій підозрюваний, також офіцер ГРУ, Денис Сергєєв (псевдо рос. Сергей Вячеславович Федотов). 21 вересня 2021 року  поліція по боротьбі з тероризмом висунула йому звинувачення.
Дочку було виписано у квітні, Сергія Скрипаля — 18 травня 2018 року.

## Перебіг подій
Сергія Скрипаля та його 33-річну доньку Юлію, яка приїхала з Москви провідати батька, знайдено о 16:15 за грінвічським часом, непритомними, на лавці біля торгового центру The Maltings, без видимих тілесних ушкоджень. Їх помітила лікар, яка здійснювала покупки разом із чоловіком. Скрипаля з дочкою екстрено госпіталізували в лікарню міста в стані важкого отруєння. За ствердженням очевидців, лікарі викликали для евакуації одного з потерпілих вертоліт, побоюючись за його життя. Другого відвезла машина швидкої допомоги. Обидва опинилися в реанімації в стані коми. Глава контртерористичного відділу Скотленд-Ярду заявив, що отруєння кваліфіковано як замах на вбивство.
Усього лікарі оглянули 21 особу (як працівників екстрених служб, так і громадян); трьох поліцейських довелось відправити до лікарні: у двох були легкі симптоми, а один, детектив Нік Бейлі, опинився в реанімації. Нік був одним із перших поліцейських, які відвідали будинок Скрипалів, — це дало можливість припустити, що їх отруїли у власному будинку. За повідомленням поліції сліди отрути також знайдені в ресторані Zizzi, де батько з дочкою обідали незадовго до інциденту.. Станом на 11 березня Скрипаль та його донька перебували в тяжкому стані, а детектив Бейлі — вже в стабільному.
За словами Віла Мірзаянова (завдяки якому світ дізнався про отруйні речовини «Новичок»), цей зразок хімічної зброї був навмисно створений для того, аби завдавати непоправної шкоди. Навіть якщо і вдасться врятувати життя Сергію Скрипалю та його доньці, вони до кінця своїх днів залишаться інвалідами та потребуватимуть спеціалізованої медичної допомоги. Схожої думки і Володимир Углєв, який брав участь у створенні цих отруйних речовин. Він вважав, що якщо Скрипалі отримали летальну дозу, то вони навряд чи зможуть прожити без систем штучного забезпечення життя, їх можна вважати живими лише дуже умовно, фактично, вони вже не жильці.
14 березня в ЗМІ потрапила інформація про те, що слідство вивчає можливість отруєння Скрипалів у їхній машині — червоному BMW 3-ї серії. Імовірно отруйною речовиною було змащено ручку дверцят, або ж її було впорснуто у систему вентиляції автомобіля. Проте вже 18 березня ЗМІ (з посиланням на джерела у слідстві) повідомляли, що отрута була у вигляді дрібнодисперсного порошку, знаходилась в системі вентиляції автомобіля, та відомо про 38 чоловік, які мали контакт з отрутою.
16 березня 2018 року Слідчий комітет Російської Федерації відкрив кримінальні справи за фактом замаху на вбивство Юлії Скрипаль, а також за фактом вбивства російського бізнесмена Миколи Глушкова в Лондоні. Щодо отруєння Скрипаль справу порушено за ч.3 ст.30, п. «Е», ч. 2 ст. 105 (Замах на вбивство, скоєний загальнонебезпечним способом) КК РФ. Щодо Глушкова справу відкрито за ст. 105 КК РФ (Убивство) КК РФ.
19 березня 2018 року до Великої Британії мали прибути експерти Організації із заборони хімічної зброї (ОЗХЗ) для відбору зразків отруйної речовини, якою було скоєно замах, для подальшого аналізу у вибраних ОЗХЗ лабораторіях. Міністерство зовнішніх справ Великої Британії очікувало отримати результати аналізу щонайменше за два тижні.
22 березня 2018 року детектива Ніка Бейлі виписали з лікарні. Всього по медичну допомогу на той час звернулось близько 50 осіб. Спеціальний суд, який займається питаннями осіб, що не здатні надати відповідь, надав дозвіл слідчим відібрати проби крові Скрипалів для подальшого аналізу фахівцями ОЗХЗ.
26 березня прем'єр-міністр Тереза Мей заявила, що ризик отруїтись використаною отруйною речовиною був у понад 130 мешканців Солсбері. На її думку жодна інша країна не мала такої комбінації «можливостей, наміру та мотивів» скоїти цей замах.
28 березня поліція повідомила про перебіг розслідування. Було встановлено, що найімовірніше Скрипалі були отруєні вдома: найбільшу концентрацію отруйної речовини виявлено на вхідних дверях. У розслідуванні брали участь близько 250 детективів з контртерористичного відділу. Було зібрано близько 5000 годин записів з камер спостереження, зібрано понад 1350 речових доказів, встановлено близько 500 свідків, у сотень з них — відібрано свідчення. Також детективами виявлено незначні концентрації отруйних речовин в інших місцях.
29 березня стало відомо, що стан Юлії Скрипаль поліпшився з «критичного». Проте її батько досі залишався в «критично» «стабільному» стані.
6 квітня Постпред Великої Британії в ООН Карен Пірс перерахувала причини, чому Велика Британія впевнена, що саме Росія отруїла Скрипалів. Також вона наголосила, що Велика Британія не оголошує офіційної підозри Кремлю тільки через те, що чекає на рішення суду, а поки що вживає визначення «дуже імовірно» (highly likely). У той же час британці нарахували, що в Москві висунуто 24 різних теорії про те, що ж сталося в Солсбері. Того ж дня Росія відповіла погрозами в адресу Британії, вкотре заявивши, що вона не причетна до отруєння і Британія порушує закони, звинувачуючи в отруєнні Росію.
9 квітня Юлію Скрипаль виписали з лікарні. Вона повідомила родичам, що поступово набирається сил і що її батько теж починає одужувати.
11 квітня дочку Скрипаля після виписки з лікарні доставили до військової лікарні на військовій базі. Росія оголосила про «викрадення» своєї громадянки.
12 квітня Організація по забороні хімічної зброї (ОЗХО) підтвердила висновки Британії про отруєння колишнього російського шпигуна Сергія Скрипаля і його дочки «Новачком», який розробили в лабораторії в закритому місті Шихани Саратовської області (Російська Федерація).
18 травня 2018 року Національна служба охорони здоров'я Англії повідомила про виписку Сергія Скрипаля із міського шпиталю Солсбері.

## Реакція
6 березня прес-секретар президента Росії Дмитро Пєсков заявив, що в Кремлі не мають жодної інформації про отруєння колишнього розвідника, але тим не менше Москва готова співпрацювати зі слідством.
8 березня британський парламент звернувся до глави МВС Великої Британії із закликом доручити Національному кримінальному агентству Британії розслідування 14 смертельних випадків, які британська поліція не вважала підозрілими, але які спецслужби США вважають потенційно пов'язаними з Росією. Більшість загиблих своєю діяльності були пов'язані із Борисом Березовським та Олександром Литвиненком. У зверненні фігурують імена Метью Панчера, експерта з радіації, британського бізнесмена Скота Янга та його партнерів, російського бізнесмена Бориса Березовського, бізнесмена Олександра Перепілічного, спеціаліста з Британського центру урядового зв'язку (GCHQ) Гарета Вільямса, грузинського бізнесмена Бадрі Патаркацишвілі, засновника нафтової компанії ЮКОС і партнера Михайла Ходорковського Юрія Голубєва, журналіста The Times Деніела Макгрорі, постійного представника Росії в Міжнародній морській організації (IMO) Ігоря Пономарьова, Стівена Кертіса — британського повіреного, який допоміг Березовському і Патаркацишвілі вивести з Росії до Британії мільярд фунтів та юриста Стівена Мосса.
12 березня 2018 року Володимир Путін і Дмитро Пєсков відмовилися відповідати на запитання преси про інцидент, заявивши, що вони не мають відношення до російського уряду, а російська сторона зробила заяви, що демонструють прагнення дистанціюватися від події і натяки на підступні дії недоброзичливців Росії. Такі самі заяви були зроблені після отруєння у Британії підполковника Олександра Литвиненка.
12 березня Прем'єр-міністр Великої Британії Тереза Мей, у виступі перед парламентом, повідомила, що отруєння було викликане бойовою нервово-паралітичною речовиною типу «Новичок», яка була розроблена в СРСР, і що, «з великою ймовірністю», до замаху на вбивство Скрипаля причетна Росія. При цьому Мей назвала отруєння колишнього розвідника «актом незаконного застосуванням сили проти громадян Великої Британії на її території» й висунула Росії ультиматум. Версію про причетність Росії до отруєння підтримав Президент США Дональд Трамп. Росія цей ультиматум залишила без відповіді.
14 березня, за окремими відомостями, колишніх росіян, які переховуються у Великій Британії від режиму Путіна, взяли під охорону.
14 березня, ще до екстреного засідання РБ ООН відбулось засідання ради НАТО, на якому Велика Британія повідомила останні новини стосовно використання хімічної зброї 4 березня. Союзники висловили глибоке занепокоєння через перше відоме використання отруйних речовин нервово-паралітичної дії на території країни-члена НАТО від моменту утворення альянсу. Союзники висловили солідарність з Великою Британією та запропонували допомогу у розслідуванні, а також закликали Росію надати відповідь на поставлені Великою Британією запитання та надати повну й вичерпну інформацію про «Новичок» Організації із заборони хімічної зброї (ОЗХЗ). Союзники погодились, що напад із його використанням є явним порушенням міжнародних норм і угод.
15 березня 2018 року лідери Великої Британії (Тереза Мей), Німеччини (Анґела Меркель), США (Дональд Трамп) та Франції (Еммануель Макрон) виступили зі спільною заявою, в якій назвали «єдиною правдоподібною версією» відповідальність Росії за скоєний замах на Скрипалів, який став першим випадком застосування бойових отруйних речовин нервово-паралітичної дії на території Європи з часів Другої світової війни.
19 березня 2018 року Рада міністрів закордонних справ ЄС засудила замах на вбивство Скрипалів 4 березня 2018 року, а також визнала застосування бойової отруйної речовини неприпустимим порушенням Конвенції про заборону хімічної зброї, міжнародного законодавства та основаного на правилах світового порядку. Рада міністрів також закликала Росію терміново надати відповіді на всі поставлені Великою Британією запитання та повністю задекларувати «Новичок» в ОЗХЗ.
19 квітня 2018 року сенатор-республіканець Корі Гарднер висунув вимоги до Державного департаменту США по внесенню Росії до списку держав-спонсорів тероризму.

## Наслідки

### Висилка дипломатів та перегляд справ
12 березня уряд Великої Британії висунув режиму Путіна ультиматум: міністр закордонних справ Великої Британії Борис Джонсон повідомив російському послу про вимогу надати «повну та вичерпну інформацію» про стан програми «Новичок» ОЗХЗ до кінця вівторка (13 березня). Якщо російській владі не вдасться надати переконливу та правдиву інформацію (англ. credible response), уряд Великої Британії вважатиме цей випадок незаконним застосуванням сили Російською Федерацією проти Об'єднаного королівства.
Слід звернути увагу, що в ультиматумі вжито термін англ. unlawful use of force — незаконне застосування сили, а не англ. armed attack — збройний напад, що важливо з погляду міжнародного права і міжнародних договорів, зокрема, статті 5 статуту НАТО. Крайній термін було обрано не випадково: союзникам Великої Британії мало вистачити часу на аналіз та формулювання власної відповіді. «Висока імовірність» скоєння замаху російськими спецслужбами (англ. highly likely) відповідає найвищому рівню впевненості британської розвідки у певних висновках.

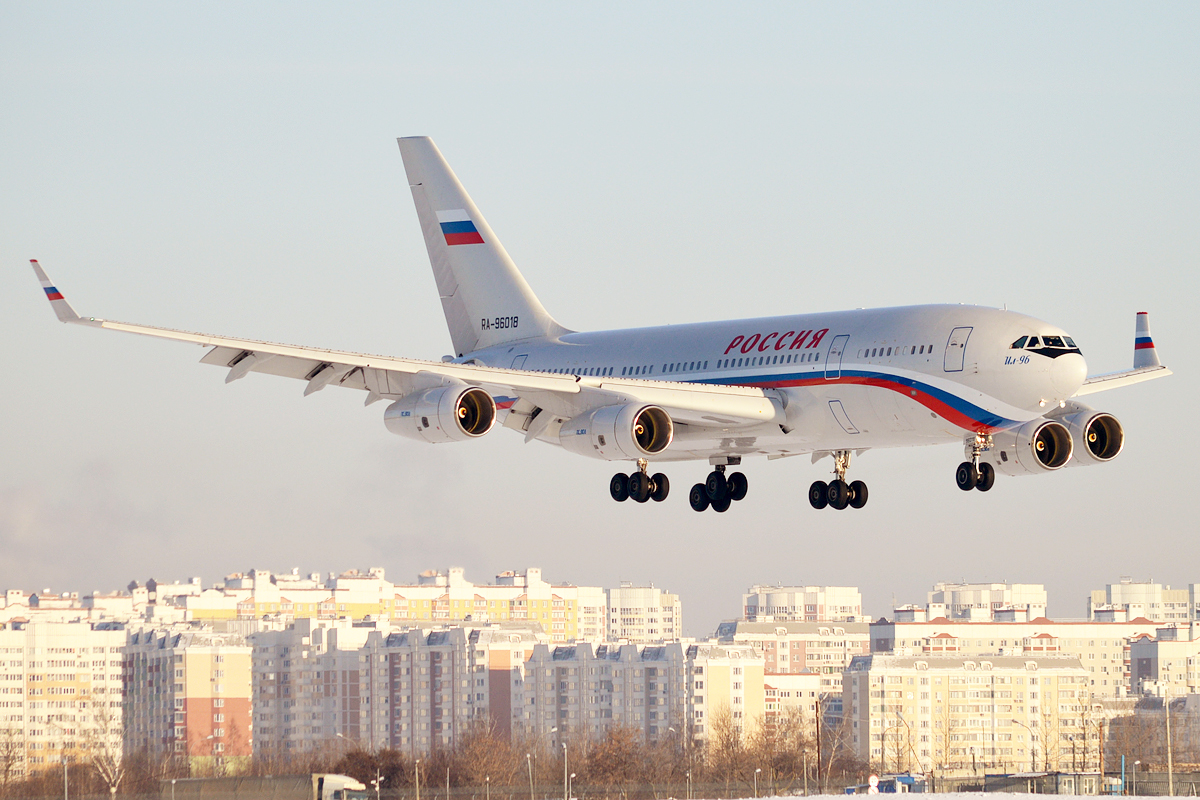
По висланих шпигунів до Великої Британії був відправлений літак льотного загону «Росія», залучений до того до контрабанди кокаїну з Аргентини

14 березня уряд Великої Британії скликав екстрене засідання РБ ООН для обговорення отруєння Сергія Скрипаля. Засідання мало відбутись у другій половині дня (чи надвечір) за європейським часом. Але вже вдень Тереза Мей оголосила про рішення уряду Великої Британії вислати з країни 23 російських шпигунів, які працювали в країні під дипломатичним прикриттям. Також уряд готовий до замороження будь-якої власності Російської Федерації щойно стане відомо, що вона становить загрозу або використовується проти британських громадян. Крім того, були заморожені зустрічі високопосадовців та скасований візит Сергія Лаврова до Британії.
Таким чином:
- З країни терміново висилаються 23 російські дипломати, яких Лондон вважає співробітниками розвідки. Їм надали тиждень на збори й виїзд із країни. Прем'єр підкреслила, що ця висилка стане найбільшою за останні 30 років і «підірве діяльність російської розвідки в Британії на довгі роки».
- Британія також відкликала запрошення голові російського МЗС Сергію Лаврову відвідати Лондон.
- Британські високопосадовці та члени королівської родини не поїдуть на Чемпіонат світу з футболу, який пройде влітку в Росії.
- Лондон має намір посилити контроль приватних літаків і перевірки на всіх митницях.[57]

Останній раз така масова висилка радянських-російських дипломатів з Великої Британії сталась у вересні 1985 року після втечі офіцера КДБ Олега Гордієвського з Радянського Союзу. Ним було розкрито радянських шпигунів, що діяли під дипломатичним прикриттям у Великій Британії. Тоді було спочатку вислано з країни 25 дипломатів, у відповідь СРСР вислав 25 британських громадян, в тому числі — журналістів. У відповідь уряд Маргарет Тетчер вислав іще шістьох дипломатів, СРСР відповів висилкою такої ж кількості британців.
Міністр внутрішніх справ Великої Британії Ембер Радд повідомила, що поліція та розвідка перегляне справи про смерть 14 відомих росіян у Великій Британії, зокрема, це стосується Бориса Березовського та його близьких соратників.
17 березня Росія у відповідь оголосила про висилку 23 дипломатичних співробітників посольства Великої Британії в Москві. У МЗС Росії також заявили, що РФ відкликає згоду на відкриття та функціонування генерального консульства Великої Британії в Санкт-Петербурзі. Крім того, буде закрито Британську раду.
20 березня 2018 року за російськими дипломатами прилетів до Великої Британії літак Іл-96 з бортовим номером RA-96023, який раніше був поміченій у справі про контрабанду наркотиків (кокаїну) з Аргентини.
23 березня 2018 року ЄС відкликав Маркуса Едерера (нім. Markus Ederer) — свого посла до Росії для «консультацій». На цей час британські дипломати вже покинули країну.

Реакція на отруєння Скрипалів. Зеленим позначено Країни, з яких вислали російських дипломатів, як реакцію на отруєння Скрипалів. Червоним на карті позначено саму Росію

26 березня 2018 року розпочалась скоординована висилка російських дипломатів внаслідок якої, з урахуванням раніше висланих із Великої Британії 23 шпигунів, понад 140 російських дипломатів було вислано з понад 25 країн.
Скоротила російське представництво також організація НАТО.
У відповідь Росія вислала відповідну кількість дипломатів із Росії (всього 142 станом на 30 березня 2018 року) і закрили генконсульство США у Санкт-Петербурзі. В офіційній заяві МЗС РФ наголошено: «Висловлюємо рішучий протест у зв'язку з прийнятим низкою країн-членів ЄС і НАТО рішенням про висилку російських дипломатів. Розглядаємо цей крок як недружній і такий, що не відповідає завданням та інтересам встановлення причин і пошуку винних в інциденті, що стався 4 березня в Солсбері».

### Інше
6 квітня 2018 року адміністрація Президента США Дональда Трампа запровадила фінансові санкції проти 38 осіб та установ з Росії через «недобропорядну діяльність» Російської Федерації та спроби зруйнувати лад в демократичних країнах. Одним з прикладів такої недобропорядної поведінки було назване отруєння Скрипалів. Проте цей замах був лише одним з прикладів, але не єдиною причиною запровадження санкцій.

## Пов'язані події
- За останні роки у Великій Британії були вбиті, або померли за дивних обставин 14 політичних супротивників путінського режиму — такі як Олександр Литвиненко, Борис Березовський, грузинський економіст та державний діяч Бадрі Патаркацишвілі або інформатор фонду Hermitage Capital у справі розслідування вбивства Сергія Магнітського Олександр Перепеличний.
- Як стало відомо часопису «The Telegraph», під час життя у Солсбері Сергій Скрипаль регулярно зустрічався та спілкувався з автором «російського досьє» Трампа, колишнім офіцером MI6 Кристофером Стілом.[69]
- Колишній офіцер КДБ та «подвійний агент» Борис Карпічков, який переховується у Великій Британії і який також пережив хімічний замах російських «органів» у 2006-2007 рр, повідомив, що 12 лютого 2018 він отримав попередження телефоном від неназваного російського розвідника про те, що «з ним невдовзі скоїться щось погане». Поряд з іменем Карпічкова абонент назвав ще кілька імен потенційних жертв, серед яких було також ім'я Сергія Скрипаля. Карпічков стверджує, що взагалі вперше почув про Скрипаля.[70]
- Колишній соратник Бориса Березовського та топ-менеджер компанії «Аерофлот» Микола Глушков знайдений мертвим 12 березня 2018 у своєму домі в Лондоні. Британські ЗМІ повідомили, що на шиї Глушкова поліція знайшла сліди задушення[71]. За результатами розтину тіла, смерть Глушкова кваліфіковано як вбивство і розпочате слідство[72].
- 4 липня 2018 року у місті Еймсбері, що розташоване у 11 км від Солсбері, зафіксовано ще одне отруєння чоловіка і жінки речовиною «Новичок»[73][74][75]. 8 липня жінка померла від отруєння[76].
- 9 грудня 2018 року видання «Санді таймз» (англ. The Sunday Times) повідомило, що влада Великої Британії підозрює причетність Росії до низки підозрілих смертей, які відбулися раніше, до отруєння Скрипалів. Серед резонансних смертей бізнесменів, обставини яких будуть переглянуті слідством, називається «самогубство» Скота Янга (2014) та «серцевий напад» Олександра Перепеличного (2012), який співпрацював зі слідством у справі загибелі Сергія Магнітського. Слідство припускало, що бізнесмена отруїли рослиною гельземій (лат. Gelsemium).[77][78]
- 14 лютого 2019 року волонтери групи Bellingcat змогли встановити зв'язок між третім підозрюваним у скоєні замаху на Скрипалів, Денисом Сєргєєвим (псевдо рос. Сергей Вячеславович Федотов), та замахом на життя на болгарського підприємця Емільяна Гебрєва 28 квітня 2015 року в Софії. Після вечері з бізнес-партнерами Гебрєву стало зле, його було доправлено до військового шпиталю в Софії, де протягом кількох тижнів його життя висіло на волосині. Лабораторні аналізи виявили отруту фосфорорганічної групи. Фахівці припустили отруєння пестицидами. Проте лабораторія не проводила аналіз на наявність саме «Новичка», оскільки на той час дана отруйна речовина в офіційних списках ОЗХЗ не знаходилась[10].